# Euophrys talassica
Euophrys talassica är en spindelart som beskrevs av Dmitri Viktorovich Logunov 1997. Euophrys talassica ingår i släktet Euophrys och familjen hoppspindlar. Inga underarter finns listade i Catalogue of Life.